# تيد رينولدز
تيد رينولدز (بالإنجليزية: Ted Reynolds)‏ (15 يونيو 1938، ويسكونسن في الولايات المتحدة)؛ روائي أمريكي.